# Banič
Banič je priimek v Sloveniji, ki so ga po podatkih SURS-a na dan 1. januarja 2010 uporabljale 203 osebe in je med vsemi priimki po pogostosti uporabe uvrščen na 2.118. mesto.

## Znani nosilci priimka
- Andrej Boris Banič (1947–2023), zdravnik kirurg, prof. MF
- Borut Banič, zdravnik kirurg
- Ema Banič (* 1945), medicinska sestra
- Igor Banič (neznano–1989), sodnik
- Ivo Banič (1932–2020?), ekonomist, gospodarski politik, menedžer
- Iztok Banič, matematik, univ. prof.
- Janez Banič (1928–2020), veterinarski kirurg, univ. profesor in pisatelj
- Jože Banič (* 1945), glasbenik fagotist in pevec
- Matjaž Banič, fotograf
- Stanko Banič (1913–2005), medicinski mikrobiolog, univ. profesor (MF)
- Sonja Sovdat Banič (1922–2008), zdravnica transfuziologinja, prof. MF
- Štefan Banič (1870–1941), slovaški izumitelj (padalo)
- Tatjana Banič, bibliotekarka